# Symbolismus (literatura)

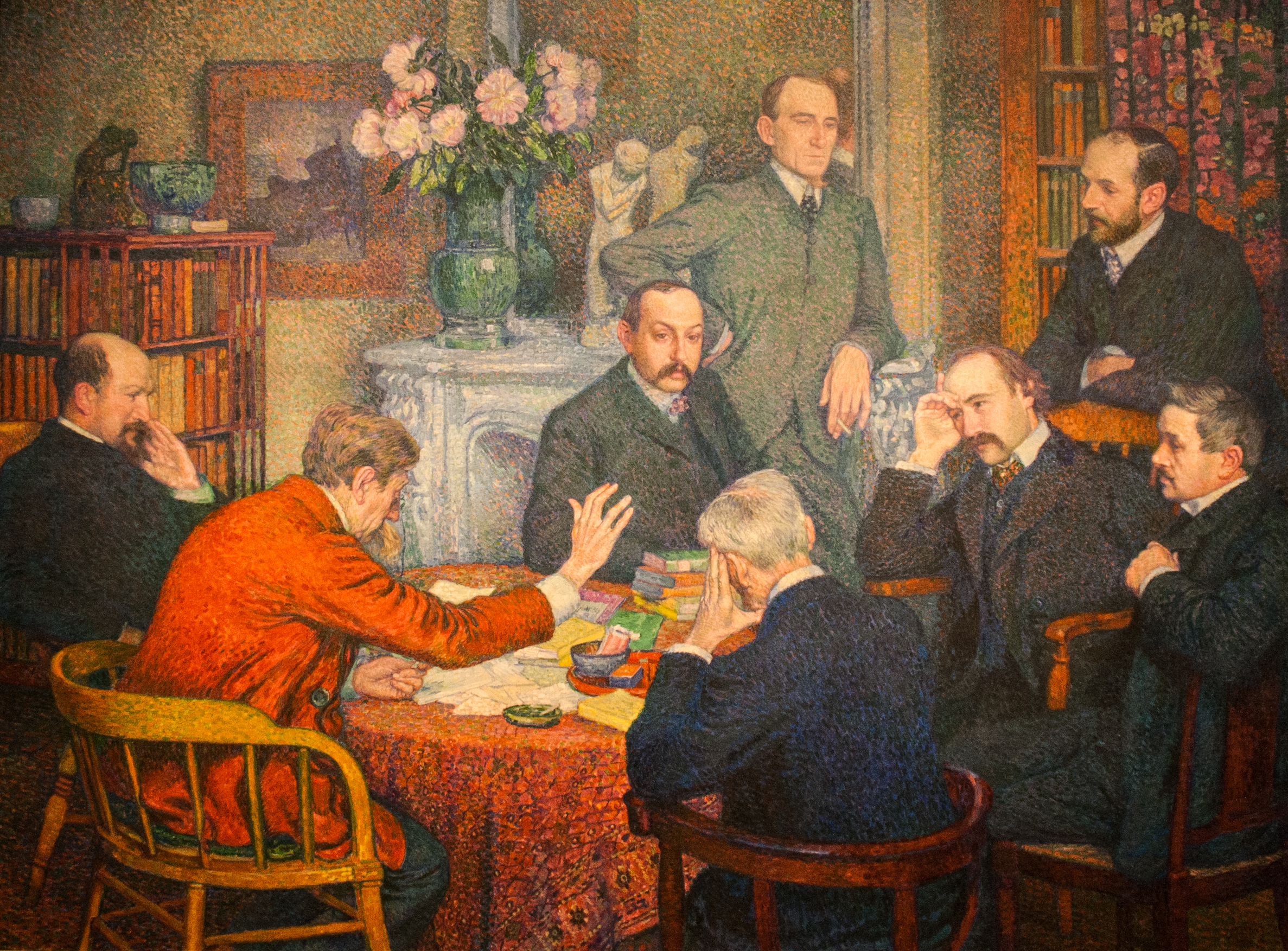
Přednáška belgického symbolistického básníka Émila Verhaerena (druhý zleva), přítomen je také významný symbolistický dramatik a básník Maurice Maeterlinck (zcela vpravo dole)

Symbolismus byl jedním z výrazných směrů literární moderny, součást širšího proudu uměleckého symbolismu. Uplatňoval se především v poezii a dramatu, ale také v próze. Vznikl jako reakce na snahy dobového pozitivismu a realismu o „objektivní“ zachycení skutečnosti, proti čemuž stavěl snahu proniknout pod smyslový povrch věcí. Stál také v opozici proti parnasistní poezii a jejímu důrazu na dokonalou formu, klíčové pro něj místo toho bylo využití obrazotvornosti a symbolů k poznávání skrytých skutečností. Odmítáním racionalismu a materialismu a kladením důrazu na tajemství navazoval na období romantismu. V češtině se v souvislosti s tímto směrem používá jak přídavné jméno symbolistický, tak symbolistní.
Symbolismus jako šíře definovaný literární směr se začal projevovat ve Francii již od 70. let 19. století, někdy se v této době hovoří o „presymbolismu“. Jeho nejvýraznějšími básníky byli Paul Verlaine, Arthur Rimbaud a Stéphane Mallarmé. Na sklonku 19. století pak vznikla skupina symbolistů v užším slova smyslu, tedy autorů, kteří se sami za symbolisty označovali. Patřili mezi ně například Paul Adam, Henri de Régnier nebo Élémir Bourges. V Belgii psali symbolistické texty frankofonní tvůrcové Émile Verhaeren, Maurice Maeterlinck a Georges Rodenbach. Významní symbolisté se objevili též v německé literatuře, a sice především Rainer Maria Rilke a Hugo von Hofmannsthal. Nejvýznamnějšími představiteli ruského symbolismu se stali Alexandr Blok a Andrej Bělyj. V českém prostředí je jako klíčový autor literárního symbolismu vnímán Otokar Březina, symbolistické básně lze však nalézt také u Antonína Sovy a dalších modernistických autorů.

## Charakteristika
René Wellek rozeznával v literatuře podle šířky vymezení celkem čtyři možné významy označení symbolismus: v nejužším významu pouze skupinu francouzských básníků, kteří se označili v roce 1886 za symbolisty, v širším smyslu směr francouzské poezie od Nervala a Baudelaira po Claudela a Valéryho, v ještě širším pojetí jako mezinárodní epocha druhé poloviny 19. a začátku 20. století, a konečně v nejširším chápání univerzální literární sklon, bez jakéhokoliv omezení místního či časového.
Cílem symbolistických textů bylo vyjádření dosud nepopsaných a nevypověděných skutečností, zachycení pouze tušených vztahů a významů. Za tímto účelem využívá obrazných pojmenování, zejména symbolu a metafory. Užívání symbolů bylo běžné i ve starší literatuře, symbolismus však začal využívat jejich komplikovaného řetězení – výsledkem je značná složitost a intelektuální náročnost symbolistických děl. Ty často vyžadují pomalé a zevrubné vnímání, a i tak mohou pro čtenáře zůstat nejasnými a tajemnými. Stéphane Mallarmé, jeden z nejvýznamnějších raných francouzských symbolistických autorů, vyjádřil tento přístup tvrzením, že „báseň má být tajemstvím, k němuž čtenář sám musí hledat klíč“. Zároveň se domníval, že svět je pouhou iluzí a vše v něm pouze symboly absolutna či vyšší myšlenky, přičemž úlohou básníka má být proniknutí k významu těchto symbolů. Někdy bývá rozlišován symbolismus zaměřený na člověka a transcendentální symbolismus. V prvním případě jde o vyjadřování lidských idejí a emocí a jejich sdílení se čtenářem prostřednictvím neurčitého symbolu či náznaku, který vyvolá stejnou náladu, ve druhém případě pak užívání předmětů viditelného světa jako symbolů, jejichž prostřednictvím je odkazováno ke světu neviditelnému, transcendentnímu či ideálnímu. Poezie je tímto způsobem postavena na roveň náboženství či mysticismu.
Pro symbolistické básně je typická inspirace hudbou. Zároveň v nich docházelo k rozrušování a aktualizaci tradičních básnických meter. Básníci experimentovali s délkou verše, s rozložením přízvuků v něm či s přítomností a nepřítomností verše, výsledkem těchto pokusů bylo nakonec prosazení volného verše. Jedním z nejtypičtějších témat symbolistických literárních textů byl mýtus, v němž tvůrcové nalézali reprezentaci absolutního hrdinství, vášně, krásy, obludnosti nebo zločinu. V tomto ohledu sehrál pro symbolistické literáty úlohu klíčového inspiračního zdroje malíř Gustave Moreau.
Někteří autoři literárního symbolismu patřili zároveň k dalším dobovým modernistickým směrům, literárnímu impresionismu nebo dekadenci, a rozhodnout, kam primárně zařadit které jejich dílo, nemusí být vždy snadné. Někdy bývá uváděno, že symbolismus a dekadence označují tentýž literární proud, jindy je dekadence chápána jako součást symbolismu. Jako rozdíl uvádějí někteří badatelé skutečnost, že dekadence byl spíše společenský fenomén, zatímco symbolismus jev čistě umělecký. Kromě toho je dekadence neodmyslitelně spojena s estetikou úpadku, zatímco symbolismus pracuje s mýtem obnovy a znovuzrození. Otto M. Urban chápal symbolismus jako subjektivní a syntetizující jev, pokoušející se vytvořit řád v kontrastu k modernímu hodnotovému chaosu, dekadence se pak v jeho interpretaci nacházela v průsečíku mezi symbolismem a naturalismem, směrem naopak objektivním a analytickým.

## Symbolismus v národních literaturách

### Česko

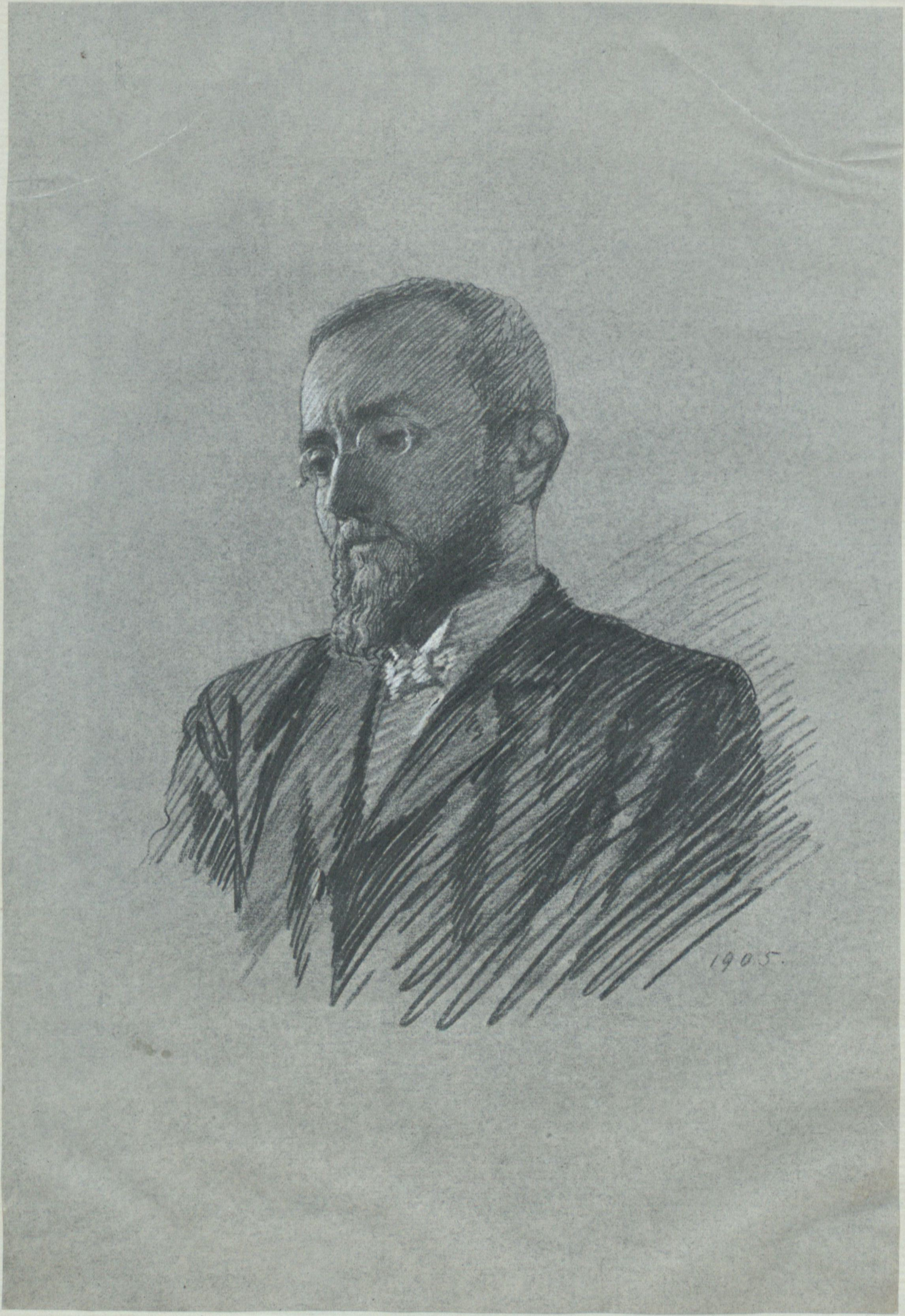
Český symbolistický básník Otokar Březina, kresba z frontispisu sbírky Ruce

V české literatuře se symbolismus rozvinul ve druhé polovině 90. let 19. století po rozpadu České moderny. Psychologicko-sociologický symbolismus zaměřený na člověka se projevil v díle Antonína Sovy, zejména v jeho básnické sbírce Vybouřené smutky (1897) a v prozaické sbírce črt Lyrické vteřiny duše (1897). Symbolistickou poezii psala také Růžena Svobodová.
Vrcholem českého metafyzického symbolismu se stala pětice sbírek Otokara Březiny. Jeho poezie může připomínat meditaci či modlitbu, ale spíše než náboženské ideály tematizuje všelidské a umělecké hodnoty. V elegických Tajemných dálkách (1895), psaných alexandrínem, jsou klíčovými obrazy večer, podzim a vzrušující, znepokojivá a nedostupná dálka, kterou subjekt poznává a v pozici kněze zprostředkovává ostatním. Arne Novák uvedl, že Březinova první symbolistická sbírka byla stále ještě částečně zanořena v impresionismu a básník v ní analyzoval své osobní utrpení a spojil ho s kultem bolesti a smrti. Ve Svítání na západě (1896) alexandrin ve většině básní ustoupil dlouhému volnému verši a klíčovým tématem se stalo mystické zasvěcení či transcendentální probuzení. Ve sbírce Větry od pólů (1897) je dlouhý volný verš doplněn velmi krátkými verši a pravidelnými verši. Vítr v této sbírce symbolizuje mimo jiné pohyb, proměnu a nedozírnou dálku, ale přítomna je také láska a sbratření. Stavitelé chrámu (1899) hovoří o poznamenaných lidech – prorocích, slepcích, šílencích – vytvářejících sakrální prostor. V básní se objevuje obraz kolektivního vědomí a nietzschovský étos je propojen s chiliastickými symboly. Konečně Ruce (1901) se odklonily od převládajícího obrazu duše a položily důraz na zemi, ale také ženskost a mládí. Po této sbírce se Březina jako básník odmlčel, i když byl tvůrcem již značně renomovaným, a plánovaná sbírka Země zůstala nedokončenou a nepublikovanou.

### Francie
Za nejdůležitějšího předchůdce symbolismu je ve francouzské literatuře považován Charles Baudelaire, první velká osobnost moderní francouzské poezie – namísto objektivního pozorování skutečnosti měla být podle jeho tezí na prvním místě osobní tvůrčí imaginace básníkova a jeho snaha dotknout se nadpřirozené krásy skryté za povrchovým či smyslovým světem. Tato vnitřní, hlubší a jiná skutečnost měla být odhalena právě pomocí symbolů, obrazotvornosti a nalézání složitých a skrytých souvztažností mezi věcmi.

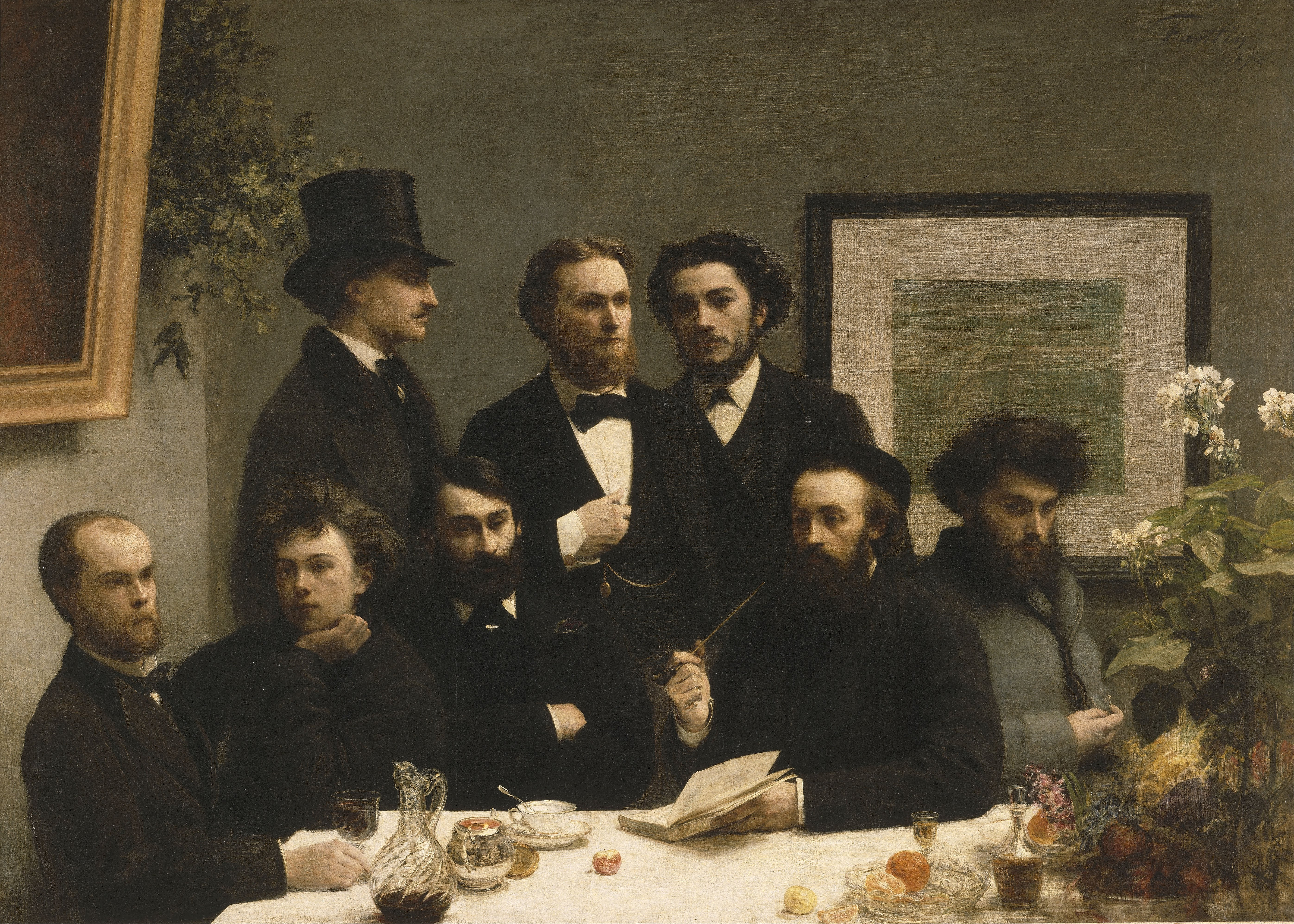
Francouzští básníci na obraze Henriho Fantina-Latoura (1872), vlevo dole Paul Verlaine a Arthur Rimbaud

Za rané symbolisty či presymbolisty jsou označováni zejména Paul Verlaine a Arthur Rimbaud. Verlaine začínal jako básník vycházející z parnasistní poetiky a označení symbolismus nikdy nepřijal. Ve svých textech však prosazoval pojetí, které lze označit za symbolistické: především náznakovost, mnohoznačnost, méně přísné formální požadavky na verše a rýmy a důraz na hudebnost. Ještě dále zašel ve svém nevelkém díle Arthur Rimbaud, když se rozrušováním všech smyslů toužil dobrat hlubinné skutečnosti, vnitřní podstaty věcí a absolutna; jeho verše často popisovaly snové, halucinační či nespoutaně imaginativní stavy a nabízely velké množství různých způsobů, jak jim porozumět. Často užíval formu básně v próze. Jeho poezii lze nalézt primárně ve sbírkách Sezóna v pekle (1873), Iluminace (1886) a v posmrtně vydaných Básních (1895). Přestože Rimbaud podobně jako většina symbolistů chápe básníka jako vidoucího, který se pokouší o proniknutí do nadsmyslného světa, nechápe toto vidění jako dar, nýbrž jako výsledek cílené snahy: tvůrce se má stát hypersenzitivním tím, že sám sebe vystaví všech podobám smyslových zkušeností. Za výrazného básníka raného symbolismu je označován také Comte de Lautréamont, jehož Zpěvy Maldororovy (1868–1869) později inspirovaly zejména surrealisty.

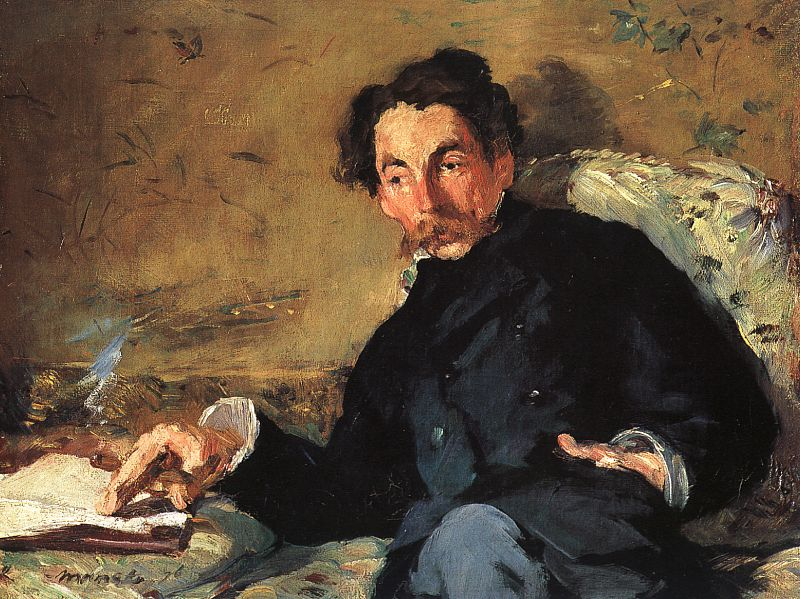
Stéphane Mallarmé na portrétu Édouarda Maneta (1876)

Stéphane Mallarmé měl jako tvůrce blízko k hudbě a některé jeho texty bývají popisovány jako impresionistické, ve svých úvahách nicméně odmítal dekorativní formalismus a za klíčovou roli básnictví považoval odhalování skrytých významů a vztahů. Užíval velmi specifického básnického jazyka, plného narážek, náznaků a evokací – pro běžného čtenáře byl tento hermetický způsob tvorby takřka nesrozumitelný. Za neobyčejně obtížný je považován například sonet „Hrob Edgara Poea“ („Le Tombeau d'Edgar Poe“, 1877). Postupem času si Mallarmé vybudoval pověst otce symbolismu a nezpochybnitelné autority ve věcech umění – mladí básníci toužili navštívit jeho literární salon v rue de Rome a on sám byl přijímán jako inspirace spisovatelská i osobní.
Symbolismus v užším slova smyslu lze datovat rokem 1886. V září tohoto roku použil označení symbolismus Jean Moréas v manifestu uveřejněném v pařížských novinách Figaro, když jako ideové předchůdce nového směru uvedl Baudelaira, Verlaina a Mallarméa. Většina nových symbolistů se rekrutovala z řad dekadentních spisovatelů a klíčovým teoretikem nového směru se stal Théodore de Wyzeva. Prozaik a publicista Paul Adam napsal kromě slovníku neologismů nazvaného Malý glosář pro potřeby autorů dekadence a symbolismu (1888) také řadu románů. Pozici dobově velmi populárního symbolistického spisovatele získal Gustav Kahn, autor básní i próz. Se srozumitelnějšími symboly pracoval ve své poezii Albert Samain.
Henri de Régnier se vyvíjel od parnasistní poetiky, přes symbolistické básnické sbírky jako Epizody (1888), Básně staré a romaneskní (1890) nebo Jako ve snu (1890) až k tvorbě neoklasicistního ražení. Prosadil se rovněž Élémir Bourges, symbolistický romanopisec a literární kritik. Ve Francii působili také výrazní symbolističtí dva básníci amerického původu – Stuart Merrill a Francis Viéllé-Griffin. Merrill po studiu v Paříži odjel zpátky do USA, ale své verše psané ve francouzštině publikoval ve Francii. Zároveň se věnoval propagaci symbolistického hnutí ve své rodné zemi. Překládal francouzské básníky a společně s prominentním kritikem a romanopiscem Williamem Deanem Howellsem vydal anglofonní výbor z Baudelaira, Mallarméa a mladších symbolistů.

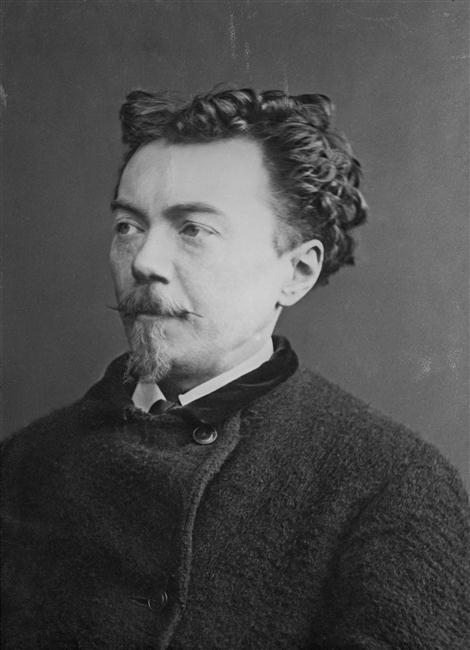
Auguste Villiers de l'Isle-Adam, autor dramatické básně Axel

K pisatelům symbolistické prózy patřil především Jean Lorrain, autor blízký dekadenci, Édouard Dujardin, který ve svých prózách jako jeden z prvních užíval techniky proudu vědomí, a Marcel Schwob, básník a autor mnoha fantastických próz a imaginativních portrétů slavných osobností. Prozaické texty obsahující, které ovlivnily symbolismus, psal Jules Barbey d'Aurevilly – je znám především pro své Ďábelské novely (1874). Auguste Villiers de l'Isle Adam, odpůrce materialismu a pozitivismu, se k symbolistům počítá svou dramatickou básní Axel (1872–1885). Symbolistický romanopisec a básník John-Antoine Nau je autorem básnických sbírek Na prahu naděje (1897) nebo Modré včerejšky (1904). Za svůj román Nepřátelská síla (1903) se stal prvním nositelem Goncourtovy ceny, významnějšího věhlasu však nedosáhl.
Teoreticky i prakticky se symbolistické literatuře věnoval Remy de Gourmont, autor četných básnických a povídkových knih a románů jako Sixtina (1890), Koně Diomedovi (1897) nebo Noc v Lucemburské zahradě (1905). Symbolistické prvky jsou k nalezení rovněž u dobově velmi populárního spisovatele dobrodružných próz, Xaviera de Montépin. Onirismem se inspiroval autor veršů a próz Adolphe Rette, autor knihy Thule mlh (1891) a vzpomínkové publikace Symbolismus, příhody a vzpomínky (1893). Pierre Louÿs využíval ve svých básních a prózách převážně starověká témata. Výrazným prozaickým autorem pozdního symbolismu se stal Alain-Fournier, autor neobyčejně úspěšného, autobiograficky laděného románu Kouzelné dobrodružství (1913), snové dílo propojující symbolismu a poetizovaný realismus.

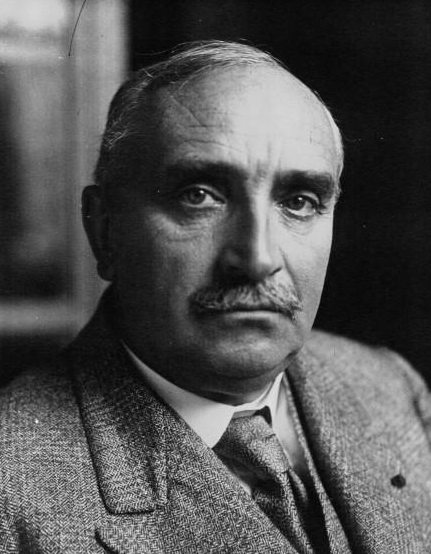
Paul Claudel (1928), významný francouzský neosymbolista

V 90. letech 19. století se rozvíjelo také symbolistické drama, přičemž nejdále zašel Lugné-Poe, když požadoval, aby se v jeho hrách herci stahovali do pozadí a omezovali svá gesta a emocionalitu recitace ve prospěch slov a náznaků. Redukoval výpravu, místo kulis byla někdy využívána pouze hra světel a stínů. Pro symbolistické drama je ovšem typická také jeho důsledná teoretická reflexe a stanovování ideálů, které v praxi nebylo možné dodržet, popřípadě vznikaly texty, které nebylo možné předvést na jevišti.
Symbolismus druhé generace (někdy také nazývaný neosymbolismus) bývá spojován s osobností básníka Paula Valéryho. Ten kromě četných esejů a úvahových textů napsal sbírky jako Mladá Parka (1917) či Kouzla (1922). Symbolismus se podepsal také na prozaickém a poetickém díle Léona-Paula Fargueho, od lyrického románu Tankred (1911) až po sbírku esejů Jedy (1946). Fargue byl pro bohatost svého výrazu někdy přirovnáván k Rimbaudovi. Symbolistické verše psal v této době básník Guy Lavaud, například Vody v květu (1907), Poetika nebe (1930) nebo Protože vše pomíjí (1943). Patrně nejvýznamnějším symbolistou druhé generace byl nicméně Paul Claudel, autor převážně lyrické poezie, spojující liturgické, žalmické, středověké a benediktýnské inspirace s rozvolněností verše, erotickými motivy a vírou v nevyčerpatelnou a magickou sílu básnického slova. Po čtyři dekády působil jako diplomat v amerických, asijských i evropských státech, což se na jeho tvorbě také značně podepsalo. Mezi jeho nejslavnější díla patří báseň v próze Poznání východu (1896) a sbírky Patero velkých ód (1910) nebo Sedm žalmů pokání (1945). Za vrchol jeho dramatické tvorby je považován Saténový střevíček (1919), tematizující mariánskou zbožnost a platonický milostný cit. K druhé generaci se někdy počítá rovněž spisovatel, teoretik a literární kritik Victor Segalen, katolicismem ovlivněný básník a esejista Charles Péguy, nositel Nobelovy ceny Saint-John Perse, avantgardní kubistický básník Guillaume Apollinaire, původem švýcarský autor Blaise Cendrars, básník a kritik Pierre Reverdy a také vysoce postavená šlechtična Anna de Noailles.

### Belgie
Belgický frankofonní symbolismus byl utvářen francouzskými vlivy. Významným tvůrcem poezie byl René Ghil, který se pokoušel o vědecky založenou instrumentalizaci slov a hlásek a hledání obdob jednotlivých fonémů mezi hudebními nástroji a emocemi. Georges Rodenbach patřil k nejdůležitějším představitelům hnutí Mladá Belgie a kromě básnických sbírek se proslavil zejména krátkou prózou Mrtvé Bruggy (1892). Émile Verhaeren byl v období symbolismu nejvýznamnějším francouzsky píšícím belgickým básníkem, k jeho četným básnickým sbírkám patří například Černé pochodně (1891). Jeho pozdější tvorba nese výrazné stopy civilismu, v období německé okupace Belgie za první světové války psal protiválečné básně, ovlivněné sice symbolismem, ale výrazně srozumitelnější.
Belgický symbolistický dramatik Maurice Maeterlinck žil od roku 1897 ponejvíce v Paříži. Z jeho raných děl jsou charakterističtí Slepci (1890), příběh skupiny slepých lidí ztracených v lese, a také Vetřelkyně (1897), drama pojednávající o přítomnosti smrti v domě. Jeho sentimentální hru Pelléas a Melisanda (1892) zhudebnil Claude Debussy. Patrně nejvýznamnější jeho hrou se stala Monna Vanna (1902), drama z dob italského boje proti rakouské nadvládě. Velkého úspěchu dosáhl též pohádkovou divadelní hrou Modrý pták (1908), v níž dvě chudé děti pátrají po modrém ptákovi štěstí a setkávají se s věcmi a zvířaty schopnými lidské komunikace. Krátce poté, v roce 1911, získal Maeterlinck také Nobelovu cenu za literaturu.

### Rusko

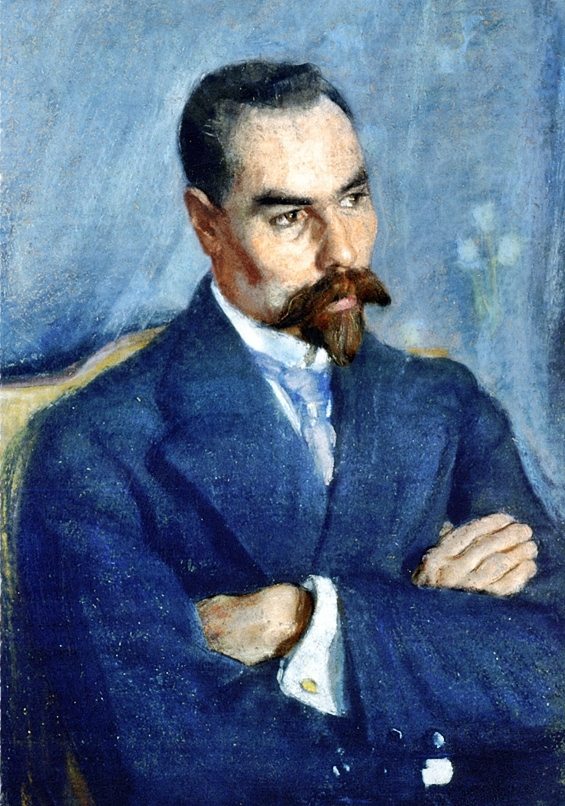
Valerij Brjusov, průkopník ruského symbolismu

Symbolismus uvedl do ruské literatury Dmitrij Sergejevič Merežkovskij svou sbírkou básní Symboly (1892) a esejí O příčinách úpadku a nových směrech v současné ruské literatuře (1893). Věnoval se také okultním a esoterickým vědám, což bylo pro ruské symbolisty charakteristické – kromě zájmu o magii také pěstovali kult latiny a v mnoha případech měli blízko i ke katolicismu. Merežkovského manželka, Zinaida Nikolajevna Gippiusová, vedla literární salon a přispívala do symbolistického časopisu Severnyj věstnik, byť její verše jsou označovány spíše za dekadentní. K nejvýznamnějším dobovým osobnostem se přiřadil též Valerij Brjusov, který vydal v letech 1894–1895 tři sborníky nazvané Ruští symbolisté a obsahující především jeho vlastní poezii. K jeho pozdějším dílům patří sbírky Tertia Vigilia (1900) a Urbi et Orbi (1903). Raní ruští symbolisté navazovali jak na puškinovskou básnickou tradici, tak na nábožensky filosofické myšlení zejména Tolstého a Dostojevského. Inspiračním zdrojem byly také úvahy Vladimira Solovjova. Ze starších literátů ovlivnil symbolistické básníky nejsilněji romantik Fjodor Ivanovič Ťutčev, jehož verš o tom, že vyslovená myšlenka se stává lží, převzali symbolisté jako svůj slogan, a Afanasij Fet.

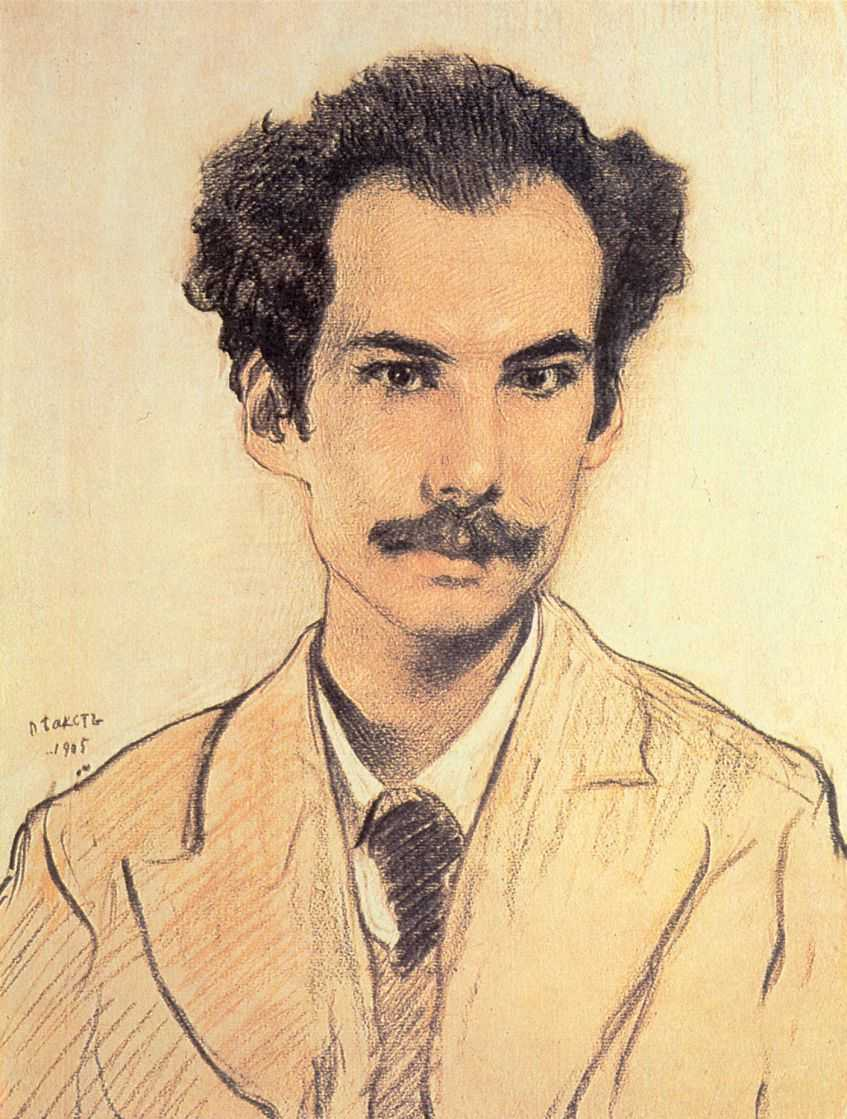
Portrét Andreje Bělého, významného tvůrce druhé vlny ruského literárního symbolismu

K symbolistům 90. let 19. století, takzvaného stříbrného věku ruské literatury, patří také Fjodor Sologub, vlastním jménem Fjodor Kuzmič Tětěrnikov. Byl temným, dekadentním symbolistou a sdílel mnoho témat s Gippiusovou. Psal alegorické prózy a ve své poezii odmítal život a světlo a stylizoval v rámci osobního mýtu se do pozice boha tajemného světa. Z dalších tvůrců je možné zmínit ještě Konstantina Balmonta, žijícího sice v Moskvě, ale přispívajícího petrohradského Severného věstniku – ve sbírce V nekonečnu (1895) navázal na Mereževského, přičemž podobné přímé odkazy jednoho básníka k druhému byly pro ruský symbolismus typické. Alexandr Michajlovič Dobroljubov a Ivan Koněvskoj (vlastním jménem Ivan Oreus) vnímali poezii jako svého druhu magii a umělecká tvorba pro ně splývala s životem samým. Na přelomu století se stal symbolismus hlavním proudem ruského umění: byl založen petrohradský časopis Mir iskusstva (Svět umění, 1898), spojený zejména se symbolistickými malíři a baletními scénografy, vzniklo také moskevské nakladatelství Skorpion, vydávající symbolistické texty, a s ním spojený literární časopis Vesy (Váhy, 1904). Časopis Novyj puť (Nová cesta, 1902), vydávaný Merežovským a Gippiusovou, uveřejňoval symbolistické články z oblasti náboženství, filosofie a literatury.
Příslušníci druhé vlny ruského symbolismu, také nazývaní mladší symbolisté, se pokoušeli obecnější symbolistické teorie a propojit literaturu s jinými druhy umění. Jedním z těchto teoretiků byl Andrej Bělyj, vlastním jménem Boris Bugajev, autor uměleckých koncepcí v knihách Symbolismus (1910) a Arabesky (1911). Svými úvahami a díly jako básnická sbírka Zlato v azuru (1904), romány Stříbrný holub (1910) a Petrohrad (1913–1914, přepracované podobě 1922) a též autobiografickou prózou Koťa Letajev (1922) ovlivnil další generace tvůrců. Alexandr Alexandrovič Blok byl kromě básnické činnosti, z níž je nejznámější jeho prvotina Verše o krásné dámě (1904) a rozsáhlá poema Dvanáct (1918), kombinující revoluční a křesťanskou symboliku, aktivní také politicky. Svými divadelními hrami navíc silně ovlivnil symbolistické drama – k jeho úspěchům patřila skandální Bufonáda, hraná poprvé roku 1906, u které se režie a role pierota ujal Vsevolod Emiljevič Mejerchold. Mezi osobnosti druhé generace se počítají také Vjačeslav Ivanov, autor básnické sbírky Průzračnost (1904) a dalších uměleckých a teoretických děl, a jeho manželka Lidia Zinovjevová-Hannibalová, přes Abrama Petroviče Hannibala příbuzná s Puškinem a podepsaná mimo jiné pod nedokočeným románem Plamínky (1904) a sbírkou povídek Zvěřinec (1908). Na Bělého prózy navázal Alexej Michajlovič Remizov, známý například svou novelou Křížové sestry (1910).
Ve druhém desetiletí 20. století byl symbolismus postupně vytlačován novými směry, literárním futurismem a zejména akméismem, jenž byl svou průzračností antitezí symbolistické poetiky.